# Nikita Kirillowitsch Witjugow
Nikita Kirillowitsch Witjugow (russisch Никита Кириллович Витюгов, FIDE-Bezeichnung Nikita Vitiugov; * 4. Februar 1987 in Leningrad) ist ein russischer Schachspieler, der seit 2023 für den englischen Schachverband spielt. Seit 2007 trägt er den Titel eines Großmeisters.

## Leben
Witjugow gewann 2005 die russische Juniorenmeisterschaft U18 und wurde in den beiden folgenden Jahren jeweils Vizemeister der Altersklasse U20. Im Juli 2005 besiegte er bei einem über Internet ausgetragenen Städtewettkampf zwischen New York und Sankt Petersburg den amerikanischen Großmeister Alexander Stripunsky mit 2:0. Im Juli 2006 gewann er das Turnier Blue Sevan in Armenien mit 6,5 Punkten aus neun Partien. Bei der Juniorenweltmeisterschaft im Oktober 2006 in Jerewan kam er auf den 2. Platz. 2006 nahm er in Moskau erstmals an den Russischen Meisterschaften teil (Platz 11). Bei der Europameisterschaft 2007 in Dresden kam er mit 7,5 Punkten aus elf Partien auf Platz 19. Im Blitzturnier des Schachfestivals von Biel 2007 belegte er den zweiten Platz hinter Georg Meier. Beim Schach-Weltpokal 2007 in Chanty-Mansijsk scheiterte er in der ersten Runde an Konstantin Sakajew. Bei der Europameisterschaft 2008 in Plowdiw kam er mit 7 Punkten aus elf Partien auf Platz 44. Witjugow nahm sechsmal am Schach-Weltpokal (2007, 2009, 2011, 2013, 2015 und 2017) teil. Am erfolgreichsten war er 2009, als er durch Siege gegen Abhijeet Gupta, Gilberto Milos und Konstantin Sakajew das Achtelfinale erreichte, in dem er Sergei Karjakin unterlag. Im April 2017 gewann er das Grenke Chess Open in Karlsruhe vor Maxim Matlakow, den er auch im Oktober 2021 bei den Russischen Meisterschaften in Ufa auf den 2. Platz verweisen konnte und sich zum russischen Meister krönte.
Zudem gewann Witjugow die Erstausgabe des Masters beim Prager Schachfestival im März 2019 mit 5½ Punkten aus 9 Partien.
2006 wurde Witjugow zum Internationalen Meister (IM) ernannt. Die erforderlichen Normen hatte er im Oktober 2003 beim St. Petersburg Open, im Oktober 2004 beim Tschigorin Memorial in Sankt Petersburg und im Juli 2005 bei der Jugendweltmeisterschaft U18 in Belfort erfüllt. 2007 folgte die Ernennung zum Großmeister (GM). Die IM-Norm vom Tschigorin-Memorial galt gleichzeitig als GM-Norm, weitere GM-Normen erfüllte Witjugow im Juni 2006 beim FINEC Rector Cup in Sankt Petersburg sowie im Juli 2006 beim Blue Sevan in Sewan.
2010 veröffentlichte er ein Buch über die Französische Verteidigung (The French Defence: A Complete Black Repertoire, ISBN 954-8782-76-6.), das 2012 in überarbeiteter Auflage unter dem Titel French Defence Reloaded (ISBN 954-8782-86-3.) erschien.

## Elo-Entwicklung
| Die zur Anzeige dieser Grafik verwendete Erweiterung wurde dauerhaft deaktiviert. Wir arbeiten aktuell daran, diese und weitere betroffene Grafiken auf ein neues Format umzustellen. (Mehr dazu) |

## Nationalmannschaft und Verbandszugehörigkeit
Witjugow nahm an den Schacholympiaden 2010 (mit Russlands zweiter Mannschaft) und 2018 teil und erreichte dabei 2018 mit der Mannschaft den dritten Platz. Bei Mannschaftsweltmeisterschaften gehörte er 2010, 2011, 2013, 2015 und 2017 zur russischen Auswahl. Mit der Mannschaft gewann er die Mannschafts-WMs 2010 und 2013 und erreichte 2017 den zweiten Platz, in der Einzelwertung erreichte er 2010 am zweiten Reservebrett, 2011 am Reservebrett und 2017 am dritten Brett jeweils das beste, 2013 am Reservebrett das drittbeste Einzelergebnis. Witjugow nahm ferner an den Mannschaftseuropameisterschaften 2017 und 2019 teil. Er erreichte 2017 mit der Mannschaft den zweiten Platz und gewann die Einzelwertung am dritten Brett, 2019 wurde er Mannschaftseuropameister.
Aus Protest gegen den Angriffskrieg Russlands gegen die Ukraine legte Witjugow im Mai 2022 – zusammen mit anderen namhaften russischen Großmeistern – seine russische Verbandszugehörigkeit nieder und spielt seither unter der Flagge der FIDE.

## Vereine
In der russischen Mannschaftsmeisterschaft spielte Witjugow 2002 und 2003 für die zweite Mannschaft von Sankt Petersburg, 2004 und 2006 war er Reservespieler der ersten Mannschaft, seit 2008 ist er Stammspieler der ersten Mannschaft. Er wurde 2013 und 2016 russischer Mannschaftsmeister. Mit Sankt Petersburg nahm er außerdem seit 2008 an allen elf Austragungen des European Club Cups teil. 2011 gewann er mit der Mannschaft und erreichte das beste Einzelergebnis am zweiten Brett, 2012 erreichte er mit der Mannschaft den zweiten und in der Einzelwertung den dritten Platz am dritten Brett, 2013 gelang ihm das zweitbeste Ergebnis am dritten Brett, 2015 belegte er mit der Mannschaft den dritten Platz und erreichte das zweitbeste Ergebnis am dritten Brett, 2016 erreichte er sowohl mit der Mannschaft als auch in der Einzelwertung am dritten Brett den zweiten Platz, und 2018 gewann er sowohl mit der Mannschaft als auch in der Einzelwertung an Brett 2. In der deutschen Bundesliga spielte Witjugow von 2009 bis 2013 für den SV Wattenscheid, in der Saison 2016/17 und erneut in der Saison 2018/19 trat er für die SV 1930 Hockenheim an. In der chinesischen Mannschaftsmeisterschaft spielte Witjugow 2009 und 2011 für Zhejiang, 2012 für Hebei. In der tschechischen Extraliga spielte er von 2009 bis 2013 und seit der Saison 2014/15 für den 1. Novoborský ŠK, mit dem er 2010, 2011, 2012, 2013, 2015, 2016, 2017 und 2018 tschechischer Mannschaftsmeister wurde. Die spanische Mannschaftsmeisterschaft gewann Witjugow 2018 mit Sestao Bizkaialde.

## Publikationen
- The French Defence Reloaded. Chess Stars, Sofia 2012, ISBN 978-954-8782-86-9 (englisch).